# Żona z internetu
Żona z internetu (ang. The Wife He Met Online) – kanadyjski telewizyjny dreszczowiec z 2012 roku wyreżyserowany przez Curtisa Crawforda. Wyprodukowany przez wytwórnię Movie Venture 5 i Zed Filmworks.

## Fabuła
Rozwiedziony Bryant Meyers (Cameron Mathison) na portalu dla samotnych spotyka Georgię (Sydney Penny). Piękna kobieta robi na nim duże wrażenie. Po kilku miesiącach znajomości mężczyzna prosi ją o rękę. Ich szczęście nie trwa jednak długo. Chorobliwie zazdrosna Georgia niszczy życie ukochanego.

## Obsada
Źródło: Filmweb
- Sydney Penny jako Georgia
- Cameron Mathison jako Bryant Meyers
- Meghan Heffern jako Chelsea
- Barbara Niven jako Alma
- James Thomas jako Nick Bales
- Sophie Gendron jako Penny
- Krista Bridges jako Zenya Ivanski
- Caroline Redekopp jako Irena
- Tori Barban jako młoda Georgia
- Michael Boisvert jako Geoffrey Tustin
- Emily Burley jako Megan Meyers
- Cynthia Preston jako Virginia Meyers

i inni